# Complejo Industrial Ferroviario Pérez (CIFP)
El Complejo Industrial Ferroviario Pérez (Conocido por su acrónimo CIFP) fue una cooperativa ferroviaria ubicada en la ciudad de Pérez, Provincia de Santa Fe, Argentina.

## Historia
Tras el cierre de los Talleres Pérez del Ferrocarril General Bartolomé Mitre el 30 de agosto de 1993, un grupo de 180 personas que antiguamente integraban dichos talleres, fundan el 1 de septiembre de 1993, la Cooperativa de Trabajo Ferroviaria Taller Pérez Ltda con ayuda de la Unión Ferroviaria. Posteriormente la misma cooperativa pasaría a denominarse Complejo Industrial Ferroviario Pérez, conocida por su acrónimo CIFP.
Cuando el lugar era propiedad de Ferrocarriles Argentinos, en las instalaciones trabajaban alrededor de 600 personas. Cuando ocurrió el cierre de los talleres y se comunicó la idea de fundar una cooperativa para mantener los puestos de trabajo, muchos de los que se opusieron fueron contratados por Nuevo Central Argentino para integrarlos a sus talleres.
Algunas de sus actividades eran la reparación integral del material rodante ferroviario, léase; locomotoras, coches y vagones, locotractores, grúas de auxilio, maquinarias livianas y pesadas para la industria automotriz, agrícola, ganadera, naval, máquinas viales, maquinarias para la minería, etc. Esto demuestra que la cooperativa fue concebida no sólo pensando en reparar locomotoras, sino que desde un primer momento se contempló la posibilidad de ampliar las funciones de los talleres, al punto de considerar el desmalezamiento de predios públicos y privados como una de sus actividades o la reparación de prácticamente todo tipo de maquinaria de transporte.
Mientras dependían de Ferrocarriles Argentinos, la empresa les enviaba las locomotoras para reparar, pero con la disolución de la empresa y la posterior formación de la cooperativa, estos debían ir a buscar al cliente y competir con las distintas ofertas que pudieran preparar otros talleres. Esto generó serios problemas a la cooperativa, que posteriormente se vieron reflejados en el atraso de pagos salariales a sus empleados.
Para una mejor organización del predio, el mismo se dividió en 12 espacios, ordenados por letra, de la A a la L, según la actividad realizada. Así, los espacios se dividieron en arenados, pinturería y bombas de inyección, nave principal y mecánica, reparaciones accidentales, reparaciones de bobinados, herrería, suministros, oficinas de administración, bodegas de materiales, bombas y depósitos de agua, usina eléctrica y balanza. Además se destinaron otras naves para alquilar, a la vez que se prestaron espacios para la Municipalidad de Pérez y el Club Ferrocarril Mitre.
El predio fue otorgado como concesión por la municipalidad, hasta que en 1998 la cúpula de CIFP pudo comprarlo mediante un crédito hipotecario.
En sus primeros años, la instalación de servicios esenciales fue objeto de demoras, teniendo agua en malas condiciones, habituales cortes de luz y directamente no tener gas natural. A todo esto se le fue haciendo frente, y pudieron dejar al predio en buenas condiciones.
Aunque en su momento hubo muchos conflictos internos por las asambleas anuales, lograron conseguir que NCA fuera su principal cliente y asegurarse una importante ganancia monetaria constante.
Durante sus primeros años, se lograrían restaurar un total de 4 locomotoras, con fines de hacerse con un propio parque tractivo.
Durante la crisis económica del 2001, CIFP tuvo problemas con Metropolitano, debido a que los trabajos encomendados por la concesión a los talleres, fueron pagados con cheques a fecha que la cooperativa negoció ante distintos bancos para proveerse de liquidez. Cuando los valores fueron devueltos por falta de fondos del librador, estos bancos le reclamaban en primer lugar a la CIFP por ser solidarios en la cadena de endoso, por lo que debieron hacerles frente con sus propios medios. La propuesta del Consejo de Administración fue la suspensión de operarios, moción que fue rechazada por la asamblea, optando por la reducción horaria y salarial, con lo que pudieron sobrepasar el inconveniente, no sin grandes esfuerzos de por medio.
Llegado el 2005, los talleres ya habían reparado y reconstruido un total de 590 motores de tracción de locomotoras diésel-eléctricas, reconstruido y rehabilitado 5 locomotoras GT22 CW en estado de chatarra, y a la vez, incursionaron en la fabricación de 30 vagones portacontenedores de diseño e ingeniería propia.
Sin embargo, la situación económica y financiera de la CIFP no habría de mejorar. El tan promocionado Plan de Inversiones Ferroviarias nunca llegó, como tampoco llegaron las inversiones chinas, que habían prometido $ 8000 millones de dólares en los ferrocarriles a diez años. La situación se tornó crítica, con lo que se comenzó a evaluar la posibilidad de vender la cooperativa, debido a que la moral de los cooperativistas perdió el ímpetu que los había caracterizado, siendo conscientes de que no soportarían por mucho tiempo más la baja demanda.
Más tarde, por decisión de asamblea se optó por buscar un oferente para efectuar la venta, para lo cual había varias firmas interesadas. La tarea, sin embargo, presentó diversos obstáculos, ya que se trataba de buscar la mejor oferta posible, y el nivel de las instalaciones requería oferentes realmente competentes.
Las ofertas no se harían esperar, y a lo ofertado inicialmente se buscó mejorarlo. No sólo eso, sino que los ofrecimientos debían contar con el consenso de los cooperativistas mediante asamblea, por lo que se fueron desechando compradores. Hasta que finalmente se entablaron conversaciones con el Grupo Emepa, que anteriormente había adquirido los Talleres de la Cooperativa de Laguna Paiva y se dedicaban desde hace un tiempo a la reparación de vagones en su planta de Chascomús. Tras nueve meses de negociaciones, en el año 2008 se aceptó la oferta que realizó dicho grupo. Esta oferta fue realizada por una de sus firmas; Talleres Metalúrgicos S.A.
Con esta venta, no solo las aspiraciones de CIFP llegaron a su fin, sino que también se cerraba un capítulo en la lucha de un grupo de antiguos empleados de Ferrocarriles Argentinos que hicieron todo lo que estuvo en sus manos para sobrevivir a políticas que los excluían.
Finalmente, el Complejo Industrial Ferroviario Pérez dejó de funcionar el 31 de diciembre de 2008.